# Gjon Buzuku

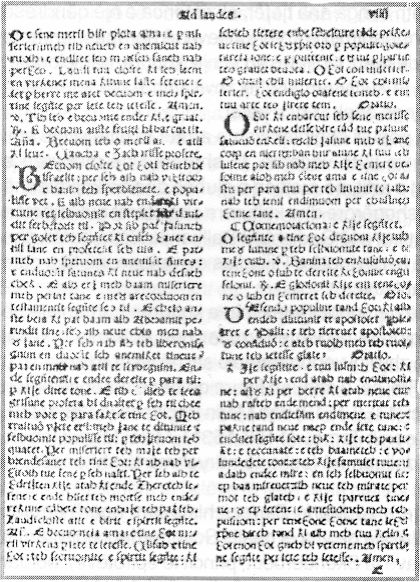
Seite aus dem Meshari Gjon Buzukus

Gjon Buzuku war ein albanischer katholischer Priester. Er lebte im 16. Jahrhundert, seine genauen Lebensdaten sind unbekannt. Berühmt wurde Buzuku durch die Übersetzung des römischen Missale in das Gegische, einen Dialekt der albanischen Sprache. Das Meshari (dt. Messbuch) ist das erste in Albanisch gedruckte Buch.

## Leben und Wirken
Gjon Buzuku stammte vermutlich aus dem albanischen Dorf Brisku i Poshtëm im heutigen Montenegro, wo eine alte Kirche im Zusammenhang mit ihm steht. Er lebte wahrscheinlich längere Zeit in Venedig oder der näheren Umgebung dieser Stadt. Er soll Mönch und später Bischof einer der nordalbanischen Diözesen gewesen sein, doch lässt sich dies nicht sicher nachweisen. Das Wenige, was man über Buzuku weiß, ist dem von ihm selbst verfassten Kolophon auf der letzten Seite des Meshari entnommen.
Vom 20. März 1554 bis zum 5. Januar 1555 arbeitete er an der Übersetzung des Missale Romanum, das er dann drucken ließ. Der Druck umfasst 188 Seiten. Schon vom Umfang her ist es das bedeutendste altalbanische Sprachdenkmal. Das einzige bekannte Exemplar des Buches ist im Besitz der Vatikanischen Apostolischen Bibliothek. Das Titelblatt und die ersten 16 Seiten sind verloren gegangen, weshalb der exakte Titel und das Jahr des Drucks nicht bekannt sind. Diese Ausgabe war anlässlich des 100. Jahrestages der Unabhängigkeit Albaniens im November 2012 in der Nationalbibliothek in Tirana ausgestellt.
Das Meshari enthält die liturgischen Texte für die katholischen Feiertage, Auszüge aus der Bibel, verschiedene Gebete und Rituale sowie einige katechetische Texte. Die Initialen sind geschmückt, darüber hinaus sind auch zahlreiche andere Illustrationen enthalten. Buzuku verwendete das lateinische Alphabet, welches er um einige zusätzliche Buchstaben vermehrte, um die Laute der albanischen Sprache wiederzugeben. Das Messbuch ist im gegischen Dialekt von Malësia e Madhe, einer Region nordöstlich von Shkodra, abgefasst.
Da es sich bei den Texten des Buches um die Übersetzungen bekannter Inhalte handelt, eignet es sich besonders gut für sprachwissenschaftliche Analysen. Man hat festgestellt, dass Buzuku ein reiches Vokabular verwendet hatte und sich seine Übersetzung durch eine ziemlich einheitliche Orthographie auszeichnet, die auf einen geübten Schreiber hindeutet.
Wiederentdeckt wurde das älteste albanische Messbuch 1740 durch Erzbischof Gjon Nikollë Kazazi von Skopje-Petrovec. Nach dem Zweiten Weltkrieg wurde das Buch Buzukus mehrfach von Albanologen sprachwissenschaftlich untersucht.

### Editionen
- Namik Ressuli: Il „Messale“ di Giovanni Buzuku. Riproduzione e trascrizione. Citta del Vaticano 1958.
- Namik Resuli: Meshari i Gjon Buzukut. St. Gallen/London 2013. ISBN 978-3-9523077-6-2
- Eqrem Çabej: Meshari i Gjon Buzukut (1555). Botim kritik. 2 Bände. Prishtina 1988 und 1989.

### Sekundärliteratur
- Martin Camaj: Il „Messale“ di Gjon Buzuku. Contributi linguistici allo studio della genesi. Roma 1960.
- Wilfried Fiedler: Verzeichnis der Verbformen im „Missale“ des Gjon Buzuku. München 1993.
- Eqrem Çabej (Hrsg.): Gjon Buzuku dhe gjuha e tij. (= Studime gjuhësore 6). Prishtina 1977.
- Bardhyl Demiraj (Hrsg.): Nach 450 Jahren, Buzukus „Missale“ und seine Rezeption in unserer Zeit. 2. Deutsch-Albanische kulturwissenschaftliche Tagung in München vom 14. bis 15. Oktober 2005. Wiesbaden 2007, ISBN 9783447054683